# Owensville (Ohio)
Owensville és una població dels Estats Units a l'estat d'Ohio. Segons el cens del 2000 tenia 816 habitants.

## Demografia
Segons el cens del 2000, Owensville tenia 816 habitants, 361 habitatges, i 188 famílies. La densitat de població era de 787,6 habitants/km².
Dels 361 habitatges en un 29,9% hi vivien nens de menys de 18 anys, en un 34,1% hi vivien parelles casades, en un 14,7% dones solteres, i en un 47,9% no eren unitats familiars. En el 44% dels habitatges hi vivien persones soles el 24,9% de les quals corresponia a persones de 65 anys o més que vivien soles. El nombre mitjà de persones vivint en cada habitatge era de 2,26 i el nombre mitjà de persones que vivien en cada família era de 3,24.
Per edats la població es repartia de la següent manera: un 27,7% tenia menys de 18 anys, un 9,8% entre 18 i 24, un 24,3% entre 25 i 44, un 20,8% de 45 a 60 i un 17,4% 65 anys o més.
L'edat mediana era de 36 anys. Per cada 100 dones de 18 o més anys hi havia 73 homes.
La renda mediana per habitatge era de 24.097 $ i la renda mediana per família de 41.625 $. Els homes tenien una renda mediana de 33.625 $ mentre que les dones 26.563 $. La renda per capita de la població era de 14.725 $. Aproximadament l'11,4% de les famílies i el 18,6% de la població estaven per davall del llindar de pobresa.

## Poblacions més properes
El següent diagrama mostra les poblacions més properes.